# Dragon Quest (игра)
Dragon Quest (яп. ドラゴンクエスト дорагон куэсуто) — японская ролевая игра для приставки Nintendo Entertainment System, разработанная студией Chunsoft и выпущенная компанией Enix (ныне Square Enix) в 1986 году. Впоследствии было произведено множество переизданий, в том числе на такие домашние компьютеры как MSX, NEC PC-9801, Sharp X68000 консоли Super Nintendo Entertainment System, Game Boy, а также для мобильных телефонов.
В Северной Америке игра выходила под названием Dragon Warrior, так как на момент локализации торговая марка DragonQuest была уже занята компанией TSR, Inc. (ныне Wizards of the Coast). Dragon Quest является одной из первых японских ролевых игр вообще и первой игрой этого жанра, официально изданной в Соединённых Штатах.

## Разработка
Над созданием работали молодой геймдизайнер Юдзи Хории, программист Коити Накамура, художником выступил знаменитый мангака Акира Торияма. Сценарий написал сам Хории, решивший сделать уникальную ролевую игру под впечатлением от западных игр Wizardry и Ultima.

## Геймплей
Dragon Quest использует довольно примитивную игровую механику, которую в 2008 году сайт Gamasutra назвал «архаичной». Игрок управляет безымянным персонажем, называемым в игре просто Герой. Сражения происходят в пошаговом режиме, за победу над монстрами начисляются очки опыта, позволяющие расти уровнем, и золото, позволяющее покупать оружие, снаряжение и полезные предметы. Навигация осуществляется посредством мировой карты, персонаж путешествует по различным локациям и выполняет данные ему задания.

## Отзывы и продажи
| Сводный рейтинг    | Сводный рейтинг | Сводный рейтинг | Сводный рейтинг | Сводный рейтинг |
| Издание            | Оценка          | Оценка          | Оценка          | Оценка          |
| Издание            | GBC             | iOS             | NES             | SNES            |
| ------------------ | --------------- | --------------- | --------------- | --------------- |
| GameRankings       | 81,50 %         | N/A             | N/A             | N/A             |
| Metacritic         | N/A             | 73/100          | N/A             | N/A             |
| Иноязычные издания |                 |                 |                 |                 |
| Издание            | Оценка          | Оценка          | Оценка          | Оценка          |
| Издание            | GBC             | iOS             | NES             | SNES            |
| AllGame            | N/A             | N/A             | [ 6 ]           | N/A             |
| Famitsu            | 30/40           | N/A             | N/A             | 35/40           |
| GameSpot           | 8,0/10          | N/A             | N/A             | N/A             |
| IGN                | 9,6/10          | N/A             | 7,8/10          | N/A             |
| Nintendo Power     | 8/10            | N/A             | 3/5             | N/A             |
| TouchArcade        | N/A             | [ 8 ]           | N/A             | N/A             |

Игра получила положительные отзывы. Всего на различных платформах было продано 1,5 млн копий. Игра дала старт многим продолжениям и ответвлениям, сформировав популярную серию Dragon Quest.